# Постников, Александр Васильевич
Александр Васильевич Постников (р. 1949) — советский и российский учёный-геолог, доктор геолого-минералогических наук, профессор (2018). Заслуженный геолог Российской Федерации (2023). 

## Биография
В 1971 окончил МИНХ и ГП имени И. М. Губкина по специальности «Геология и разведка нефтяных и газовых месторождений», в 1976 аспирантуру там же. Защитил кандидатскую диссертацию на тему: «Состав и структурное положение ранне-среднепротерозойских образований Волго-Уральской нефтегазоносной провинции» в 1976 и докторскую диссертацию на тему: «Фундамент восточной части Восточно-Европейской платформы и его влияние на строение и нефтегазоносность осадочного чехла» в 2002. В РГУ нефти и газа (НИУ) имени И. М. Губкина стажёр-исследователь, младший, старший научный сотрудник, старший преподаватель, доцент, профессор. Заведующий кафедрой литологии РГУ нефти и газа имени И. М. Губкина. Заместитель председателя секции нижнего докембрия Региональной межведомственной стратиграфической комиссии по Европейской части России и руководитель рабочей группы по раннему докембрию Поволжской секции РМСК (региональной межведомственной стратиграфической комиссии) в 1999. Научный соруководитель научной школы «Нефтегазовая литология» с 2002.

## Награды
- Заслуженный геолог Российской Федерации (25 августа 2023 года) — за заслуги в научно—педагогической деятельности, подготовке квалифицированных специалистов и многолетнюю добросовестную работу[3]

## Публикации
Автор и соавтор более 160 опубликованных работ, включая 4 монографии, по различным проблемам геологии.